# Перляк, Станислав Николаевич
Станисла́в Никола́евич Перля́к (род. 17 ноября 1987, Кирово-Чепецк, Кировская область) — российский лыжник.

## Биография
В 1997 году Станислав Перляк поступил в ДЮСШ № 1 города Кирово-Чепецка на отделение лыжных гонок, где его тренером стал Алексей Владимирович Усков. В 2005 году вместе с группой тренера продолжил тренироваться в  СДЮСШОР. В настоящее время выступает за ВФСО «Динамо», представляя Кировскую область.

## Карьера
В 2010 году завоевал серебряные медали на дистанции 15 км на чемпионате мира по лыжным гонкам среди молодежи до 23 лет (г. Хинтерцартен, Германия). В том же году на чемпионате России, проходившем в Сыктывкаре, стал вторым в эстафетной гонке 4х10 км.
С 2011 года тренировался в Центре спортивной подготовки сборных команд Югры (г. Ханты-Мансийск). 
С 2018 по 2021 год представлял Республику Татарстан. Работал спортсменом, помощником тренера, тренером. 
С 2021 по 2022 работал тренером сборной ХМАО-ЮГРЫ по лыжным гонкам. 
В сборной команде России с 2011 года, когда принял участие в Зимней Универсиаде (г. Эрзурум, Турция).

## Спортивные достижения
- Международные соревнования FIS (18 декабря 2009, Сыктывкар) — 3 место, 10 км классическим стилем;
- Чемпионат мира среди молодёжи до 23 лет (28—30 января 2010, Хинтерцартен, Германия) — 2 место, 15 км классическим стилем;
- Чемпионат России (29 марта 2010, Сыктывкар) — 2 место, эстафета 4х10 км (команда Кировской области);
- Чемпионат России (29 марта 2011, г. Тюмень) — 1 место , эстафета 4×10 км (команда ХМАО — Югры).

## Награды и звания
- Мастер спорта России международного класса